# 見好村
見好村（みよしむら）は、和歌山県伊都郡にあった村。現在のかつらぎ町の南部、花園各町を除く紀の川以南にあたる。

## 地理
- 山岳：船岡山、妹山、雨引山、天狗岳
- 河川：紀の川、四邑川、真国川

## 歴史

### 村名の由来
三谷地区の「み」、四邑地区の「よ」、渋田地区の「し」より。

### 沿革
- 1889年（明治22年）4月1日 - 町村制の施行により、山崎村・教良寺村・三谷村・兄井村・寺尾村・皮張村・平沼田村・東渋田村・西渋田村・島村・星川村・星山村・御所村・日高村の区域をもって見好村が発足。
- 1955年（昭和30年）3月1日 - 天野村と合併し、改めて見好村が発足。
- 1958年（昭和33年）7月1日 - 伊都町・妙寺町と合併してかつらぎ町が発足。同日見好村廃止。

## 出身著名人
- 望月右内（衆議院議員）